# Lecane lauterborni
Lecane lauterborni är en hjuldjursart som beskrevs av Hauer 1924. Lecane lauterborni ingår i släktet Lecane och familjen Lecanidae. Arten är reproducerande i Sverige. Inga underarter finns listade i Catalogue of Life.